# 极地跨越
极地跨越（凤凰卫视节目名：兩極之旅）是中国中央电视台和凤凰卫视联合拍摄的一个大型地理探索纪录片，从南极穿越南北美洲到达北极，摄制组驾驶6辆越野车，一路穿越了19个国家和地区。探索了世界上最寒冷的极地、神秘的国度、鲜为人知的文化、先进的科技圣地、狂热的大都会和探究不同的种族、宗教、生活方式和文化内涵。
从南极极点出发，穿越整个美洲大陆，历时6个月，行程80000公里，最终到达北极极点，整个行程被摄制成142集的电视节目，全方位介绍南北极以及美洲19个国家和地区。

## 节目概要
电视节目概括为30个主题的节目，内容如下：